# Antoine François de Fourcroy

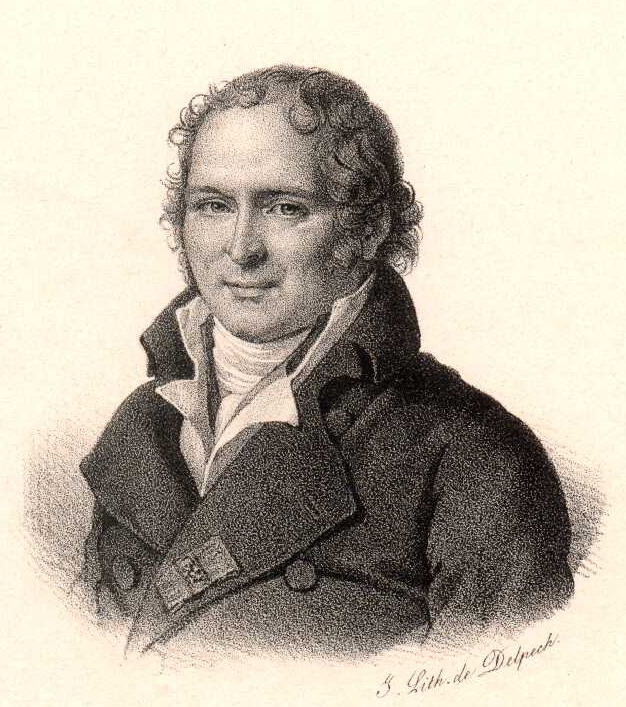
Antoine François de Fourcroy

Antoine François de Fourcroy (1755–1809) – francuski chemik. Był współtwórcą nomenklatury związków chemicznych. Zwalczał teorię flogistonu oraz propagował teorię Antoine'a Lavoisiera. Był profesorem École Polytechnique w Paryżu.
Fourcroy współpracował z uczonymi takimi jak Louis-Bernard Guyton de Morveau, Claude Louis Berthollet i Antoine Lavoisier, współtworząc z nimi dzieło Méthode de nomenclature chimique standaryzujące nomenklaturę chemiczną.
Fourcroy wniósł również duży wkład w rozwój entomologii publikując w 1785 roku Entomologia Parisiensis, sive, Catalogus insectorum quae in agro Parisiensi reperiuntur ...(współautorem pracy był entomolog Étienne Louis Geoffroy).